# 明谷川
明谷川（みょうだにがわ）は、徳島県美馬郡つるぎ町を流れる吉野川水系の河川である。

## 地理
美馬郡つるぎ町（旧一宇村）の水源からつるぎ町内を経て吉野川の支流である貞光川へ合流する。下流部では徳島県道261号菅生伊良原線と並行して流れていく。
流域には黒笠山（1703m）や津志嶽（1493.5m）等の山々が聳えており、河川には発電用ダム・明谷ダムが設けられている。

## 利水施設
- 明谷ダム

## 自然景勝地
- 黒笠山（1703m）
- 津志嶽（1493.5m）
- 一宇峡

## 流域の自治体
徳島県
美馬郡つるぎ町